# At Long Last Love (canção)
"At Long Last Love" é uma canção escrita por Cole Porter para o musical You Never Know, de 1938, no qual foi interpretada por Clifton Webb. Dá título ao filme homônimo de Peter Bogdanovich.

## Gravações notáveis
- Ella Fitzgerald - Ella Loves Cole (1972)
- Julie London - All Through the Night: Julie London Sings the Choicest of Cole Porter (1965)
- Jack Jones - Shall We Dance? (1961)
- Frank Sinatra - A Swingin' Affair! (1957), Sinatra and Swingin' Brass (1962)
- Bobby Short - Bobby Short Loves Cole Porter